# Глендейл (Міссісіпі)
Глендейл (англ. Glendale) — переписна місцевість (CDP) в США, в окрузі Форрест штату Міссісіпі. Населення — 1681 особа (2020).

## Географія
Глендейл розташований за координатами 31°22′5″ пн. ш. 89°18′31″ зх. д. / 31.36806° пн. ш. 89.30861° зх. д. (31.368021, -89.308634).  За даними Бюро перепису населення США в 2010 році переписна місцевість мала площу 4,22 км², уся площа — суходіл.

## Демографія
Згідно з переписом 2010 року, у переписній місцевості мешкало 1657 осіб у 619 домогосподарствах у складі 434 родин. Густота населення становила 392 особи/км².  Було 650 помешкань (154/км²).
Расовий склад населення:
| - 56,8 % — чорних або афроамериканців - 41,3 % — білих - 0,2 % — азіатів - 1,0 % — осіб інших рас |

До двох чи більше рас належало 0,7 %. Частка іспаномовних становила 2,7 % від усіх жителів.
За віковим діапазоном населення розподілялося таким чином: 25,9 % — особи молодші 18 років, 63,1 % — особи у віці 18—64 років, 11,0 % — особи у віці 65 років та старші. Медіана віку мешканця становила 35,2 року. На 100 осіб жіночої статі у переписній місцевості припадало 88,3 чоловіків;  на 100 жінок у віці від 18 років та старших — 88,6 чоловіків також старших 18 років.
Середній дохід на одне домашнє господарство  становив 43 017 доларів США (медіана — 37 897), а середній дохід на одну сім'ю — 49 891 долар (медіана — 39 479). За межею бідності перебувало 30,3 % осіб, у тому числі 48,9 % дітей у віці до 18 років та 23,5 % осіб у віці 65 років та старших.
Цивільне працевлаштоване населення становило 737 осіб. Основні галузі зайнятості: освіта, охорона здоров'я та соціальна допомога — 52,8 %, роздрібна торгівля — 22,0 %, будівництво — 13,3 %, виробництво — 4,9 %.